# Regain
Regain, pseudoniem van Paweł Goss (Wrocław, 22 juni 1994) is een Poolse hardstyle-dj en producer. 

## Loopbaan
Regain heeft op meerdere grote events gestaan zoals: Supremacy, Defqon 1, Qapital, Hard Bass, Tomorrowland & Masters of Hardcore. Zijn muziek wordt uitgebracht op het Nederlandse hardstylelabel Heart for Hard.
De Poolse artiest is bekend geworden door o.a. zijn solotrack Broken die ruim 1 miljoen views heeft bereikt op YouTube. Verder is hij bekend van de tracks Push it to the Limit en zijn remix voor Adaro: For the Streets (ft Danny Scandal). 
In 2015 stond deze laatst genoemde remix op de 2e positie in de jaarlijkse Hardstyle Top 100 van Q-dance. In 2022 behaalde hij in november samen met Fraw de eerste positie in de maandelijkse charts met de release: X. In 2023 behaalde hij in mei de eerste positie in de maandelijkse charts met zijn release: Acid Rocker.
Hij heeft vijf albums uitgebracht genaamd: Point of No Return (2017), Out of Bounds (2019), Square One (2022), Back to Square One (2022) en Polish Punisher (2025). Zijn album Square One werd in 2022 genomineerd als "Beste Hardstyle Album" in de Hardstyle Awards.
In 2022 lanceerde hij zijn eigen This is Regain Hardstyle Boiler Room concept in Arnhem. Op dit evenement staat de artiest niet op een stage, maar midden in het publiek. Het evenement heeft in Nederland tot eind 2023 vijf edities gehad die allemaal ruim van tevoren uitverkocht waren. Een zesde editie heeft plaatsgevonden in december 2023 in Sydney, Australië.  
Na zijn experimentele Boiler Room-periode introduceerde Regain in 2024 een volledig nieuw alias: ‘Polish Punisher’. Onder deze naam, vaak in combinatie met zijn oorspronkelijke artiestennaam, bracht hij nieuwe RAW Hardstyle-tracks uit met zijn kenmerkende nostalgische sound. Deze stijl van nieuwe tracks met de oude Raw Hardstyle sound kenmerkend door screeches en duistere sfeer kreeg later de benaming ‘OG Raw’. Aan het einde van 2024 kondigde hij het eerste OG Raw album aan genaamd: "Polish Punisher", dat in Januari 2025 werd uitgebracht.

## Discografie

### Singles
| Artiest                              | Titel                              | Label                   |
| ------------------------------------ | ---------------------------------- | ----------------------- |
| Regain                               | Stil Alive                         | Gearbox Digital         |
| Chaotic Spirit & Regain              | For Real                           | Gearbox Digital         |
| Regain                               | Be Remade                          | Indus3                  |
| Regain                               | Bathed in Blood                    | Indus3                  |
| Regain                               | Insane                             | Indus3                  |
| Regain                               | Push it to the Limit               | Heart for Hard Records  |
| Regain                               | Broken                             | Heart for Hard Records  |
| Adaro ft. Danny Scandal              | For The Street (Regain Remix)      | A2 Records              |
| Regain & Blackwatch ft MC Renegade   | Go Harder                          | Heart for Hard Records  |
| Neroz & Regain                       | Nothing Like The Oldschool         | Dirty Workz Anarchy     |
| Warface & Regain                     | Wakin' Up                          | End of Line             |
| Regain & Typhoon                     | Ultimate Victory                   | Heart for Hard Records  |
| Regain                               | About Me                           | Heart for Hard Records  |
| Regain                               | Roll it                            | Heart for Hard Records  |
| Regain                               | The Greatest Show                  | Heart for Hard Records  |
| Regain & The Machine ft MC Renegade  | One Shot                           | Heart for Hard Records  |
| Regain                               | Dynamite                           | Heart for Hard Records  |
| Regain & Delete                      | Always Angry                       | Heart for Hard Records  |
| Regain                               | All in Darkness                    | Heart for Hard Records  |
| Regain & I:gor                       | Reptilians                         | Heart for Hard Records  |
| Regain & Blackwatch                  | Dying Light                        | Heart for Hard Records  |
| Regain & Alpha²                      | Deathwish                          | Heart for Hard Records  |
| Regain                               | Celebration                        | Heart for Hard Records  |
| Regain & Kronos                      | We Attack                          | Heart for Hard Records  |
| Regain                               | Bottle after Bottle                | Heart for Hard Records  |
| Regain & Apexx                       | Now We Pray                        | Heart for Hard Records  |
| Regain                               | Xorcism                            | Heart for Hard Records  |
| Regain & Sub Sonik                   | Game Over                          | Heart for Hard Records  |
| Regain & X-Pander                    | Darkness                           | Heart for Hard Records  |
| Regain & Insidiouz                   | No Survivors                       | Heart for Hard Records  |
| Alpha² & Wildstylez                  | Breathe (Regain Remix)             | A2 Records              |
| Regain                               | The End                            | Heart for Hard Records  |
| Regain & MC Nolz                     | Grow a Pair                        | Minus is More           |
| Regain                               | Cocaine                            | Heart for Hard Records  |
| Delete & Regain                      | Shitty Music                       | End of Line Recordings  |
| Regain                               | Brains Hit The Floor               | Heart for Hard Records  |
| Regain                               | Dominate                           | Heart for Hard Records  |
| Regain & Rooler                      | Bust Your Head                     | Q-Dance Records         |
| Regain                               | Surrender to the Noise             | Heart for Hard Records  |
| Regain                               | Out of Bounds (The Epilogue)       | Heart for Hard Records  |
| Regain                               | Underground                        | Heart for Hard Records  |
| Neroz                                | Machinegun (Regain Remix)          | Heart for Hard Records  |
| Regain & Bloodlust                   | Get Down                           | Heart for Hard Records  |
| Udex & Regain                        | Before it Kills Us                 | Heart for Hard Records  |
| Regain & Ecstatic                    | The Shadows                        | Dirty Workz             |
| Regain                               | Oldschool                          | Heart for Hard Records  |
| Regain                               | Love                               | Heart for Hard Records  |
| Regain                               | Anything                           | Heart for Hard Records  |
| Regain                               | Rock Right Now                     | Heart for Hard Records  |
| Regain                               | Fuck it Up                         | Heart for Hard Records  |
| Regain & MC Renegade                 | Never Run Away                     | Heart for Hard Records  |
| Regain & Fraw & Mutilator            | Smoked                             | Gearbox Digital         |
| Bloodlust & Regain                   | Get Up                             | End of Line Recordings  |
| Regain                               | Fire Up                            | Heart for Hard Records  |
| Never Surrender & Regain             | Undercover                         | Masters of Hardcore     |
| Regain                               | Square One                         | Heart for Hard Records  |
| Regain                               | Bottle After Bottle (Scarra Remix) | Heart for Hard Records  |
| Regain                               | Back to The Madness                | Heart for Hard Records  |
| Regain                               | Square One (Live Edits EP)         | Heart for Hard Records  |
| Regain                               | Project.flp                        | Heart for Hard Records  |
| Regain                               | Dynamite (Kenai Remix)             | Heart for Hard Records  |
| Regain & Udex                        | Fire Within                        | Heart for Hard Records  |
| Regain                               | Destroy                            | Heart for Hard Records  |
| Crypsis & Regain                     | In the Dark                        | Minus is More           |
| Regain                               | Back to Square One                 | Heart for Hard Records  |
| Unresolved & Regain                  | The Daredevils                     | RSLVD Records           |
| Regain                               | Acid Rocker                        | Heart for Hard Records  |
| Regain & Scarra                      | Rise of the Overdrive              | Acid Reign              |
| Regain                               | Technobeat                         | Heart for Hard Records  |
| Regain & Exproz                      | Where U At?                        | Acid Reign              |
| Imperatorz & Regain                  | Drums                              | Scantraxx Records       |
| Regain                               | Pop it                             | H4H                     |
| Polish Punisher, Regain              | All You Need                       | H4H                     |
| Regain & Toza                        | Big Stainz                         | Acid Reign              |
| Polish Punisher, Regain              | Your Blood                         | H4H                     |
| The Purge & Regain                   | Rock Da House                      | Savage Squad Recordings |
| Polish Punisher, Regain & Nightcraft | Rising Up                          | H4H                     |
| Polish Punisher, Regain & Nolz       | Butcher of Bass                    | H4H                     |
| Polish Punisher, Regain & Rejecta    | Break Ya Face                      | H4H                     |
| Polish Punisher, Regain              | Bodyrock                           | Q-Dance Records         |
| Polish Punisher, Regain              | Polish Punisher (Album)            | H4H                     |
| Unresolved & Polish Punisher, Regain | Funky Beats                        | RSLVD Records           |
| Polish Punisher, Regain & Deluzion   | Bassline Overload                  | H4H                     |